# 이건명 (배우)
이건명(1972년 4월 3일 ~ )은 대한민국의 뮤지컬 배우이다.

## 경력
고등학교 시절 종로 서울극장에 영화를 보러 갔다가 표가 매진되어 보지 못하고 뮤지컬 《아가씨와 건달들》을 본 것이 계기가 되어 뮤지컬 배우의 길로 들어섰다. 1993년 《님을 찾는 하늘소리》로 데뷔해 다수의 뮤지컬에 출연했다. 동북고등학교를 거쳐 서울예대 연극과와 동서대학교 뮤지컬학과에서 공부했고 단국대학교 대중문화예술대학원에서 뮤지컬학으로 석사 학위를 받았다.

## 출연작

### 공연
- 듀엣(2000) - 앙상블
- 렌트(2000) - 마크 역
- 로마의 휴일(2000) - 주치의 역
- 사운드 오브 뮤직(2000) - 롤프 역
- 럭키루비(2001) - 딕 역
- 렌트(2001) - 로저 역
- 시카고(2001) - 사회자 역
- 키스 미, 케이트(2001) - 빌칸룬 역
- 틱틱붐(2001) - 존 역
- 갬블러(2002) - 갬블러 역
- 렌트(2002) - 로저 역
- 유린타운(2002) - 바비 스트롱 역
- 사운드 오브 뮤직(2002) - 쨀러 역
- 유린타운(2003) - 바비 스트롱 역
- 맘마미아(2004) - 스카이 역
- 블러드 브라더스(2004) - 미키 역
- 아이다(2005) - 라다메스 역
- 미스 사이공(2006) - 존 역
- 아이 러브 유(2006) - 남자2 역
- 틱틱붐(2007) - 존 역
- 19 그리고 80(2008) - 1인다역
- 갬블러(2008) - 갬블러 역
- 제너드(2008) - 쏘니 역
- 라스트 파이브 이어스(2008) - 제이미 역
- 로미오 앤 줄리엣(2009) - 벤볼리오 역
- 더 씽 어바웃 맨(2009) - 톰 역
- 미스 사이공(2010) - 크리스 역
- 잭 더 리퍼 (2011) - 잭 역
- 잭 더 리퍼 (2012, 2013, 2019) - 앤더슨 역
- 캐치 미 이프 유 캔(2012) - 칼 해너티 역
- 캐치 미 이프 유 캔(2013) - 칼 해너티 역
- 삼총사(2013) - 아토스 역
- 프랑켄슈타인(2014) - 빅터 프랑켄슈타인 역
- 뱀파이어(2014) - 스티븐 역
- 그날들(2014) - 정학 역
- 로빈훗(2015) - 로빈훗 역
- 체스(2015) - 프레디 역
- 공동경비구역JSA(2015) - 지그 베르사미 역
- 투란도트(2015) - 칼라프 역
- 하루(2015) - 한민호 역
- 투란도트(2016) - 칼라프 역
- 그날들(2023) - 차정학 역
- 삼총사(2024) - 아토스 역
- 넥스트투노멀(2024) - 댄 역
- 화이트래빗 레드래빗(2025)

### 드라마
- 《장영실》 (2016년, KBS1) - 박연 역
- 《법쩐》 (2023년, SBS) - 김성태 역

### 예능
- 《강인하고 희철하게》 (2008년, ETN)
- 《미스터리 음악쇼 복면가왕》 (2015년, MBC)

## 수상
- 2001 한국뮤지컬대상 신인상
- 2003 한국뮤지컬대상 인기스타상
- 2006 대구뮤지컬어워즈 인기스타상
- 2007 대구뮤지컬어워즈 인기스타상
- 2011 제5회 대구뮤지컬어워즈 남우주연상
- 2011 제17회 한국뮤지컬대상시상식 남우조연상
- 2015 제9회 대구뮤지컬어워즈 올해의스타상